# Condado de Cameron (Texas)
O Condado de Cameron (em inglês:  Cameron County) é um dos 254 condados do estado norte-americano do Texas. A sede e maior cidade do condado é Brownsville. Foi criado em 1848.
O condado possui uma área de 3 306 km², dos quais 998 km² estão cobertos por água, uma população de 406 220 habitantes, e uma densidade populacional de 176 hab/km² (segundo o censo nacional de 2010).